# リキサ・ア・ダンマーク
リキサ・ア・ダンマーク（デンマーク語：Richiza Eriksdatter af Danmark, 1275年ごろ - 1308年）は、デンマーク王女でメクレンブルク＝ヴェルレ侯ニコラウス2世の妃。

## 生涯
リキサはデンマーク王エーリク5世とアグネス・フォン・ブランデンブルクとの間の娘である。メクレンブルク＝ヴェルレ侯ニコラウス2世（1316年没）との結婚は、ニコラウス2世が領有を主張した領地に関する紛争を解決するために決められた。リキサは幼少のころにヴェルレに送られ、バート・ドベラーンの修道院で育てられた。教皇の結婚の特免状が1291年に届いたことから、結婚はその後に行われたとみられるが、正確な日は不明である。
ニコラウス2世との間の娘ゾフィーはホルシュタイン＝レンズブルク伯・シュレースヴィヒ公ゲルハルト3世と結婚した。